# Saint-Didier-des-Bois
Saint-Didier-des-Bois és un municipi francès situat al departament de l'Eure i a la regió de Normandia. L'any 2007 tenia 803 habitants.

## Demografia

### Població
El 2007 la població de fet de Saint-Didier-des-Bois era de 803 persones. Hi havia 300 famílies de les quals 50 eren unipersonals (15 homes vivint sols i 35 dones vivint soles), 104 parelles sense fills, 123 parelles amb fills i 23 famílies monoparentals amb fills.
La població ha evolucionat segons el següent gràfic:
Habitants censats

### Habitatges
El 2007 hi havia 337 habitatges, 309 eren l'habitatge principal de la família, 11 eren segones residències i 16 estaven desocupats. Tots els 336 habitatges eren cases. Dels 309 habitatges principals, 283 estaven ocupats pels seus propietaris, 19 estaven llogats i ocupats pels llogaters i 7 estaven cedits a títol gratuït; 5 tenien dues cambres, 29 en tenien tres, 102 en tenien quatre i 174 en tenien cinc o més. 260 habitatges disposaven pel capbaix d'una plaça de pàrquing. A 108 habitatges hi havia un automòbil i a 188 n'hi havia dos o més.

### Piràmide de població
La piràmide de població per edats i sexe el 2009 era:
| Homes | Edats   | Dones |
| ----- | ------- | ----- |
| 0     | 95 o +  | 0     |
| 4     | 90 a 94 | 4     |
| 0     | 85 a 89 | 0     |
| 0     | 80 a 84 | 12    |
| 8     | 75 a 79 | 12    |
| 12    | 70 a 74 | 12    |
| 16    | 65 a 69 | 12    |
| 12    | 60 a 64 | 16    |
| 16    | 55 a 59 | 4     |
| 52    | 50 a 54 | 36    |
| 36    | 45 a 49 | 48    |
| 32    | 40 a 44 | 28    |
| 32    | 35 a 39 | 36    |
| 24    | 30 a 34 | 28    |
| 8     | 25 a 29 | 20    |
| 28    | 20 a 24 | 20    |
| 16    | 15 a 19 | 32    |
| 20    | 10 a 14 | 60    |
| 24    | 5 a 9   | 16    |
| 28    | 0 a 4   | 16    |

## Economia
El 2007 la població en edat de treballar era de 552 persones, 384 eren actives i 168 eren inactives. De les 384 persones actives 348 estaven ocupades (187 homes i 161 dones) i 34 estaven aturades (15 homes i 19 dones). De les 168 persones inactives 82 estaven jubilades, 43 estaven estudiant i 43 estaven classificades com a «altres inactius».

### Ingressos
El 2009 a Saint-Didier-des-Bois hi havia 317 unitats fiscals que integraven 848,5 persones, la mediana anual d'ingressos fiscals per persona era de 22.638 €.

### Activitats econòmiques
Dels 23 establiments que hi havia el 2007, 2 eren d'empreses de fabricació d'altres productes industrials, 4 d'empreses de construcció, 6 d'empreses de comerç i reparació d'automòbils, 3 d'empreses de transport, 1 d'una empresa d'hostatgeria i restauració, 1 d'una empresa financera, 3 d'empreses de serveis, 1 d'una entitat de l'administració pública i 2 d'empreses classificades com a «altres activitats de serveis».
Dels 5 establiments de servei als particulars que hi havia el 2009, 1 era un guixaire pintor, 1 fusteria, 1 electricista, 1 perruqueria i 1 saló de bellesa.
Dels 2 establiments comercials que hi havia el 2009, 1 era una botiga de menys de 120 m² i 1 una peixateria.
L'any 2000 a Saint-Didier-des-Bois hi havia 9 explotacions agrícoles.

## Equipaments sanitaris i escolars
El 2009 hi havia una escola elemental.

## Poblacions més properes
El següent diagrama mostra les poblacions més properes.